# Masacrul de la Baga din 2013
Masacrul de la Baga din 2013 este denumirea generică pentru o succesiune de crime în masă comise de membrii grupării Boko Haram asupra populației din orașul Baga din Nigeria și a statului Borno și în care au fost uciși circa 200 de civili și peste 2.000 de clădiri su fost distruse.
Conflictul se încadrează în Rebeliunea islamistă din Nigeria, insurecție jihadistă care s-a declanșat în 2009 în nordul țării.